# Nelson de Carvalho
Nelson de Carvalho  ist ein osttimoresischer Jurist. Seit 2025 ist er Generalstaatsanwalt Osttimors.

## Werdegang
Carvalho wurde im Jahr 2000 von Sérgio Vieira de Mello, dem Leiter der Übergangsverwaltung der Vereinten Nationen für Osttimor (UNTAET) zum Richter des Distriktsgerichts von Baucau ernannt. Später besuchte er den Lehrgang für Urkunden- und Notariatswesen des Justizausbildungszentrums, wo er auch den Lehrgang für Justizbeamte erfolgreich abschloss.
2007 war Carvalho der Verteidiger von Rogério Lobato. Der ehemalige Innenminister wurde im Prozess wegen Totschlags und der illegalen Weitergabe von Waffen, während der Unruhen in Osttimor 2006,  zu siebeneinhalb Jahren Gefängnis verurteilt.
2012 war Carvalho Distriktsstaatsanwalt am Distriktsgericht von Dili, mit Zuständigkeit für Ermera. Später wurde er zum stellvertretenden Generalstaatsanwalt ernannt und 2023 zum Direktor der Zentralstelle für staatliche Rechtsstreitigkeiten und kollektive und unterschiedliche Interessen.
Am 13. Mai 2025 wurde Carvalho von Präsident José Ramos-Horta zum Generalstaatsanwalt Osttimors ernannt.